# Réserve écologique de la Presqu’île-Robillard
Die Réserve écologique de la Presqu'île-Robillard ist ein im Jahr 2000 eingerichtetes, 84 ha großes Schutzgebiet im Südwesten der kanadischen Provinz Québec.

## Lage
Das Schutzgebiet auf der Fastinsel liegt am äußersten Westrand des rund 150 km² großen Lac des Deux Montagnes im Flussdelta des Rivière du Nord. Die nächste Stadt ist das 15,5 km nördlich gelegene Lachute, eine Stadt, die 75 km nordwestlich von Montreal liegt. Der nächstgelegene Ort ist Saint-André-d'Argenteuil. Er gehört wiederum zur Grafschaftsgemeinde Argenteuil (Verwaltungsregion Laurentides) in den Laurentinischen Bergen.
Das Parkgebiet liegt in 24 m Höhe und ist vor allem durch die Überschwemmungen des Rivière du Nord geprägt, die jedes Frühjahr stattfinden. Von der Carillonbucht (Baie de Carillon) mit ihrem geringen Gefälle steigt das Gelände kaum mehr als einen Meter bis zu den dünenartigen Sandablagerungen an. 

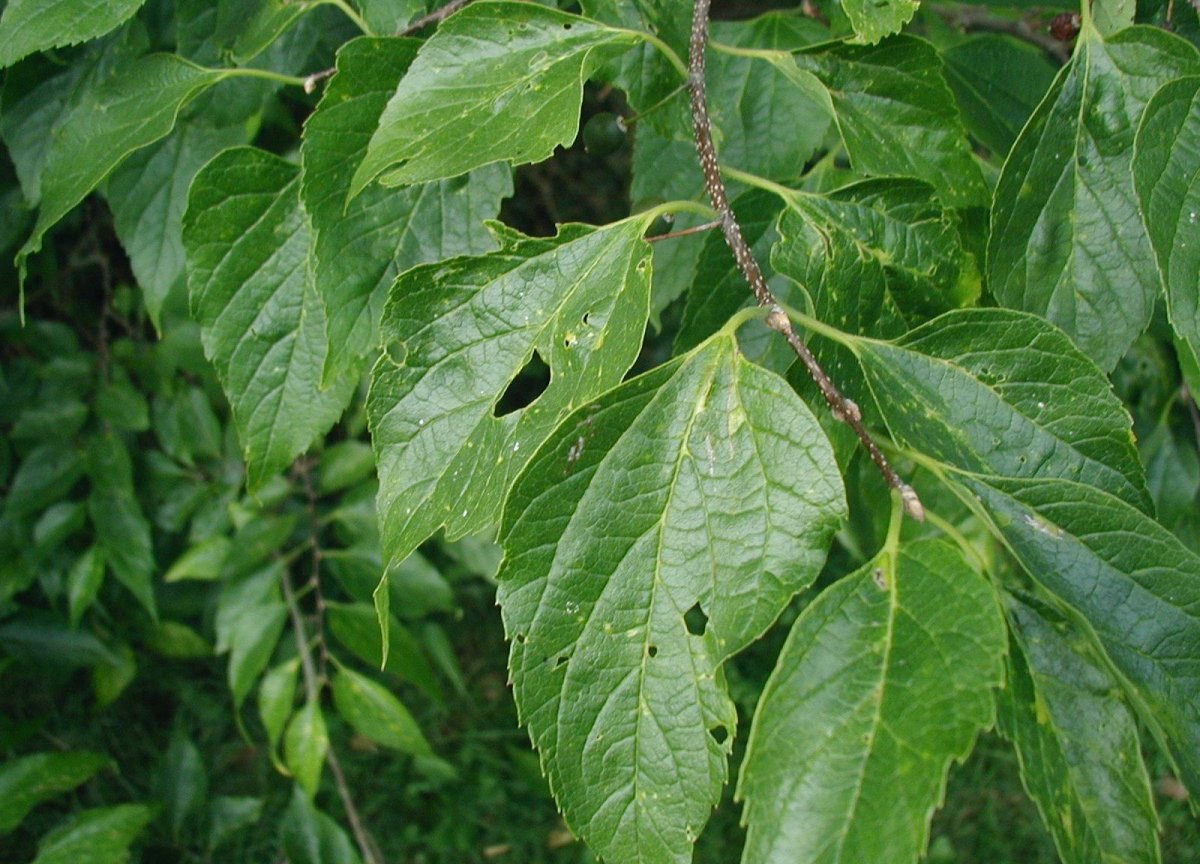
Westlicher Zürgelbaum

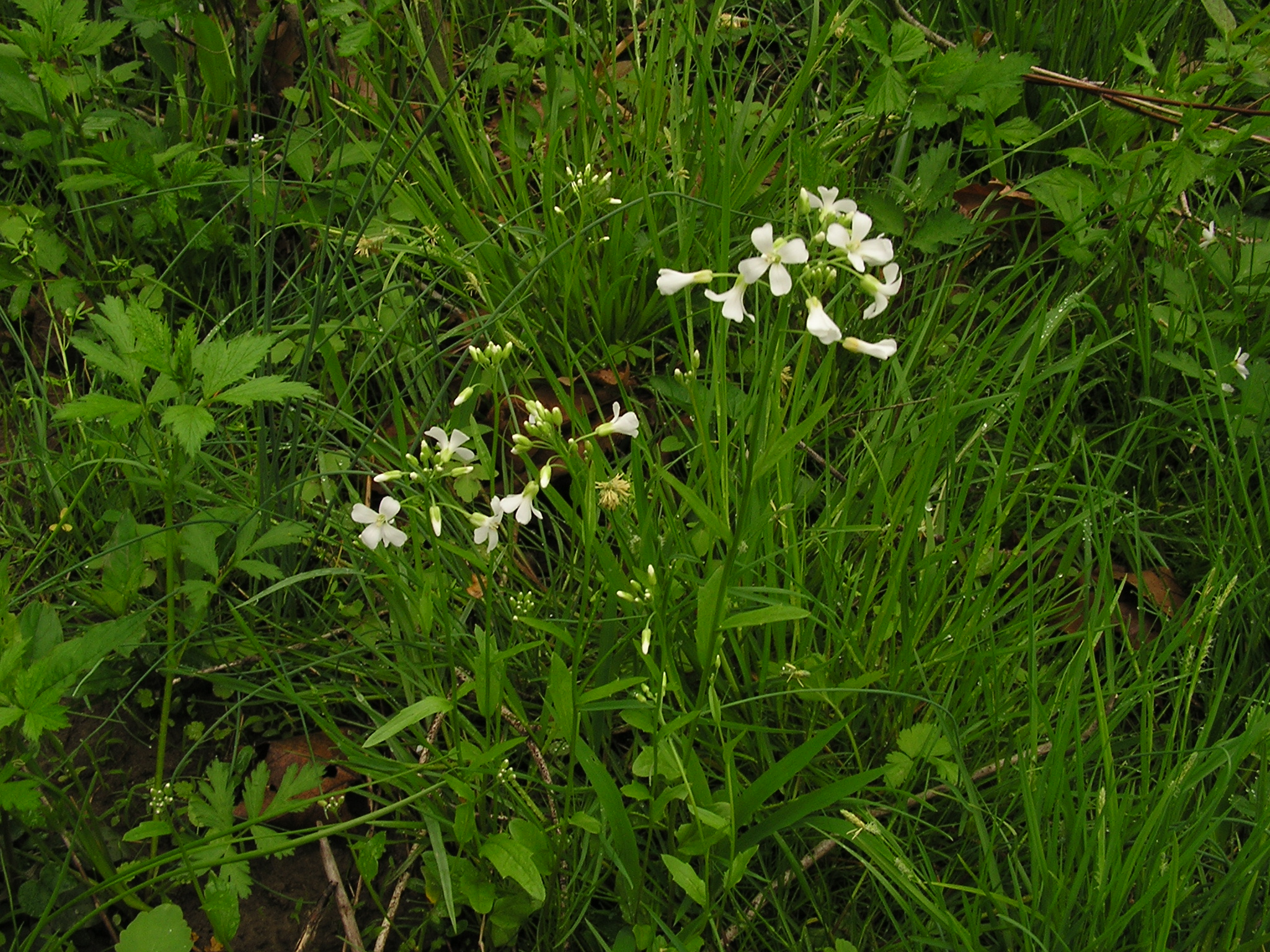
Cardamine bulbosa aus der Gattung der Schaumkräuter

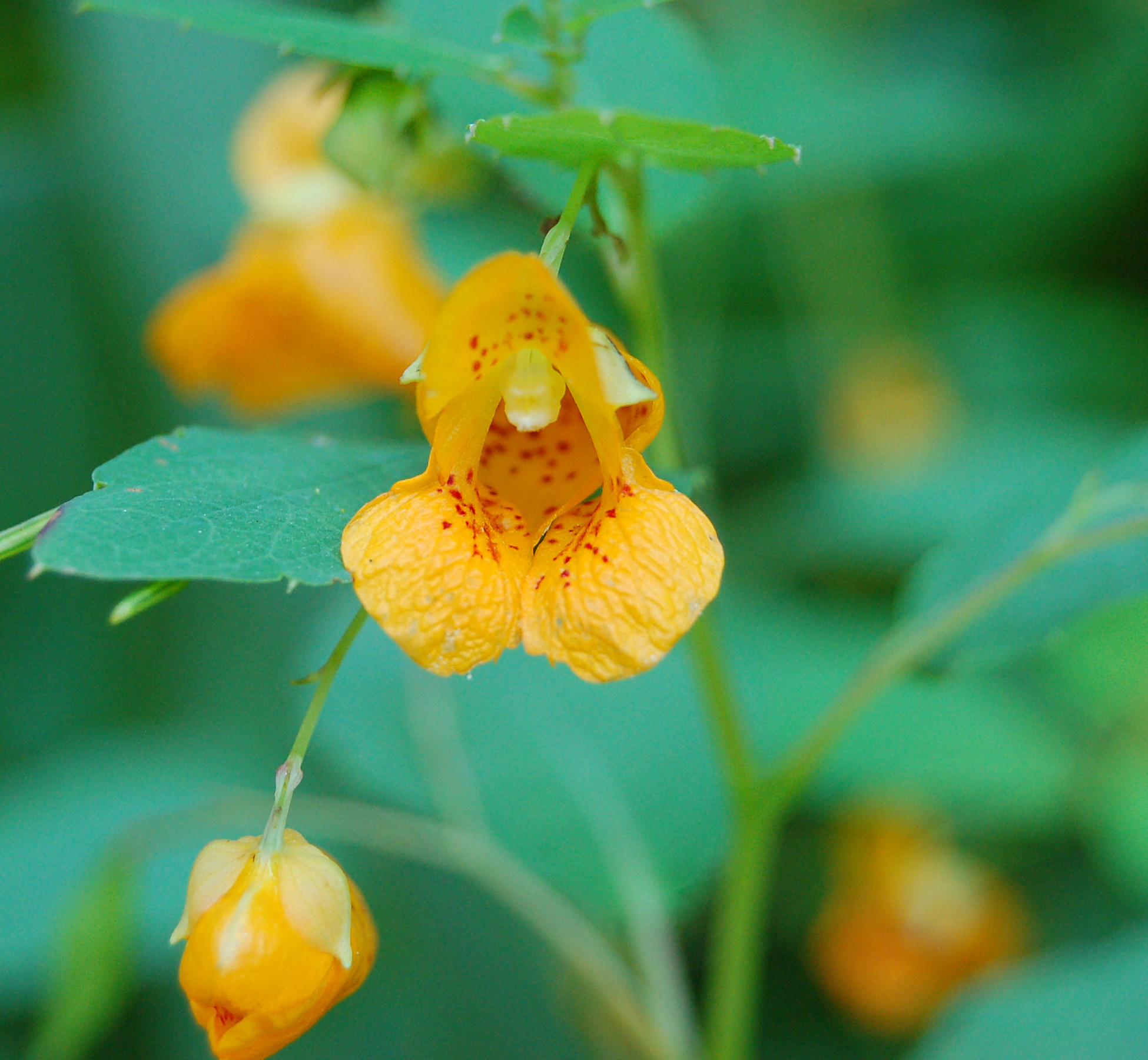
Impatiens capensis

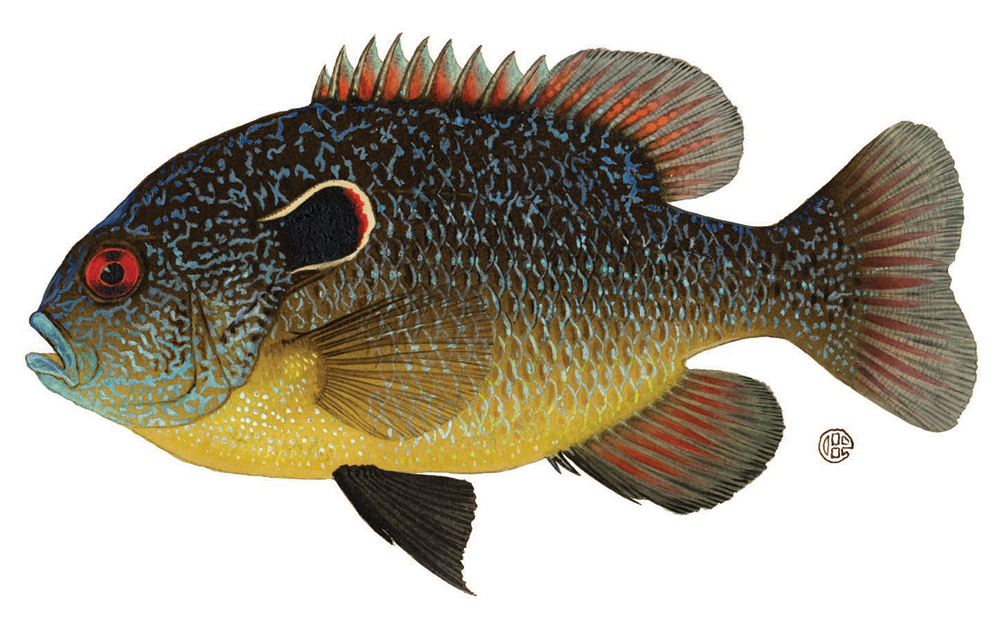
Großohriger Sonnenbarsch

## Flora
Im Mittelpunkt der Schutzbemühungen stehen neben dem Silber-Ahorn, vor allem die bedrohten Pflanzenarten Westlicher Zürgelbaum (Celtis occidentalis) aus der Gattung der Zürgelbäume und Cardamine bulbosa aus der Gattung der Schaumkräuter. 
Neben dem Silberahorn findet sich die Rotesche und die Amerikanische Ulme sowie Saule noir (Salix niger) aus der Gattung der Weiden. Nur wenige Kräuter wachsen im Parkgebiet, wie etwa Laportea canadensis aus der Familie der Brennnesselgewächse. In unzugänglichen Bereichen wächst auch Onoclea sensibilis aus der Familie der Wurmfarngewächse oder Straußenfarn, der in Québec matteuccie fougère-à-l’autruche oder fougère allemande (‚Straußen-‘ oder ‚deutscher Farn‘) heißt. Bestimmte Schneisen, die auf weit zurückliegenden Einschlag zurückgehen, bieten Rohrglanzgras (phalaris roseau) und Impatiens capensis ein Refugium. Büsche wie der Westliche Knopfbusch (Cephalanthus occidentalis), ein winterhartes Gehölz aus der Familie der Rötegewächse, finden sich ebenso wie Salix cordata und Salix nigra.  

## Fauna
Unter den Fischen ist vor allem der Lepomis megalotis äußerst selten, der Großohrige Sonnenbarsch, vor Ort analog crapet à longues oreilles genannt.